# Пайн Тауншип (округ Лайкомінг, Пенсільванія)
Пайн Тауншип (англ. Pine Township) — селище (англ. township) в США, в окрузі Лайкомінг штату Пенсільванія. Населення — 258 осіб (2020).

## Демографія
Згідно з переписом 2010 року, у селищі мешкали 294 особи в 129 домогосподарствах у складі 90 родин. Було 399 помешкань
Расовий склад населення:
| - 98,0 % — білих - 0,3 % — чорних або афроамериканців - 0,3 % — азіатів |

До двох чи більше рас належало 1,4 %. Частка іспаномовних становила 0,0 % від усіх жителів.
За віковим діапазоном населення розподілялося таким чином: 16,7 % — особи молодші 18 років, 57,1 % — особи у віці 18—64 років, 26,2 % — особи у віці 65 років та старші. Медіана віку мешканця становила 52,0 року. На 100 осіб жіночої статі у селищі припадало 111,5 чоловіків;  на 100 жінок у віці від 18 років та старших — 120,7 чоловіків також старших 18 років.
Середній дохід на одне домашнє господарство  становив 70 768 доларів США (медіана — 51 429), а середній дохід на одну сім'ю — 63 393 долари (медіана — 58 125). Медіана доходів становила 42 250 доларів для чоловіків та 31 429 доларів для жінок. За межею бідності перебувало 8,2 % осіб, у тому числі 18,6 % дітей у віці до 18 років та 6,2 % осіб у віці 65 років та старших.
Цивільне працевлаштоване населення становило 139 осіб. Основні галузі зайнятості: будівництво — 30,9 %, роздрібна торгівля — 12,9 %, освіта, охорона здоров'я та соціальна допомога — 12,2 %.